# 頂林子
頂林子，原寫為頂林仔，是臺灣屏東縣萬丹鄉的一個傳統地域名稱，位於該鄉東北部。相較於今日行政區，其範圍大致包括竹林村不含東南部及西北端及西部向南南西凸出部分的西南端、四維村東部、萬安村東部不含南側、萬生村北部中央偏東一小段，以及竹田鄉的六巷村西部北段、西勢村西部，麟洛鄉的田道村南端。
本地區境內主要聚落為頂林仔、竹圍仔、中林仔、下林仔，設有萬丹國小竹林分校。

## 歷史
台灣日治初期，頂林子地區為一街庄，稱為「頂林仔庄」（舊制街庄），隸屬於港西下里。該庄昔日北與大湖庄、麟洛庄為鄰，東及南隔隘藔溪與西勢庄、溝仔墘庄、鳳山厝庄為界，西邊為萬丹庄、濫庄。
1901年（日治明治三十四年）11月11日，全台廢縣廳改設二十廳，該庄隸屬於阿猴廳。1904年（明治三十七年）4月15日，該庄編入「萬丹區」，隸屬於阿猴廳。1905年（明治三十八年）4月1日，阿猴廳改稱「阿緱廳」。1909年（明治四十二年）10月25日，全台合併二十廳為十二廳，萬丹區仍隸屬於阿緱廳。1920年（大正九年）10月1日，全台地方制度大改正，廢十二廳改設五州二廳，該庄改制並雅化為「頂林子」大字，隸屬於高雄州東港郡萬丹庄（新制街庄）。
戰後萬丹庄改制為萬丹鄉，隸屬於高雄縣，大字亦改制為村。1946年（民國35年）4月，萬丹鄉劃入省轄屏東市，改制為萬丹區，村亦改制為里。1950年（民國39年）10月1日，高、屏分治，萬丹區改制為萬丹鄉，並改隸屬於屏東縣，里亦改制為村。

## 聚落
本地區發展較早的聚落為頂林仔、竹圍仔、中林仔、下林仔，在日治初期的官方地圖上已有記載。

## 交通
縣道187甲線是龍泉至下蚶堤防的道路，經過本地區中南部。由該道路東北行可前往竹田鄉、竹田鄉/內埔鄉交界地帶、內埔鄉，並止於縣道187號路口；西南行可前往萬丹鄉萬丹市區、萬丹鄉西部，並止於縣道189甲線路口。
縣道189號是屏東機場至林邊的道路，經過本地區南端。由該道路北行可前往萬丹鄉萬丹市區、屏東市西部、屏東市/九如鄉邊界地帶，並止於屏東機場北側的省道台3線路口；南行可前往竹田鄉、潮州鎮、新埤鄉、林邊鄉等地。
鄉道屏43線是新庄仔至過溝子的道路，其南側端點（終點）位於本地區北部近邊界地帶的鄉道屏48線路口。
鄉道屏48線是社皮至內埔的道路，經過本地區北端。
鄉道屏50線是崙頂尾至下林仔的道路，其東側端點（終點）位於本地區中南部的縣道187甲線路口，由此向北蜿蜒而行，會經過本地區的中林仔、頂林仔、竹圍仔等聚落。

## 學校
- 萬丹國小竹林分校